# Henri Van Daele Award
De Henri Van Daele Award was een prijs uitgereikt door volkstheater "De Van Daele Compagnie" sinds 2001 tot 2008 aan personen die zich verdienstelijk maken met het bewerken en promoten van werk van toneelschrijver Henri Van Daele (1877 - 1957). Voorzitter van de compagnie was dhr. Willy Everaert, een conservator van het werk van Van Daele.

## Lijst van winnaars
De laureaat van een jaar, werd in het begin van het volgende jaar bekendgemaakt.
- 2001 : Yvonne Delcour, de weduwe van Romain Deconinck
- 2002 : Frank Beke[3]
- 2003 : Nora Wageneire[4]
- 2004 : Suzanne Susie Feys en Raymond Vanherberghen, acteurs
- 2005 : Lea Van Volsem, theaterregisseur
- 2006 : Stefaan Callewaert, acteur[5]
- 2007 : Jean-Pierre Maeren, poppenspeler[6]
- 2008 : geen winnaar[7]